# François Bonnet
François Bonnet foi um ciclista francês. Representou França nos Jogos Olímpicos de Verão de 1908, onde competiu em três provas de ciclismo de pista.